# Championnats du monde de tennis de table 1936
Navigation
Édition précédente Édition suivante
Les championnats du monde de tennis de table 1936, dixième édition des championnats du monde de tennis de table, ont lieu du 12 au 18 mars 1936 à Prague, en Tchécoslovaquie.
Le titre simple messieurs est remporté par le tchèque Stanislav Kolář.